# بانیو (مارن)
بانیو (به فرانسوی: Bagneux) یک کمون (فرانسه) در فرانسه است که در canton of Anglure واقع شده‌است. بانیو ۱۳٫۸ کیلومتر مربع مساحت دارد ۷۹ متر بالاتر از سطح دریا واقع شده‌است.